# 平陆事件
平陆事件，又称六十一个阶级弟兄事件，即1960年中国山西省平陆县61位筑路工人集体食物中毒，中国共产党平陆县委员会四处寻找药品未果，向北京告急，空军动用专机及时空投药品的事件。事件被写成通讯《为了六十一个阶级弟兄》。

## 始末
1960年2月2日（农历正月初六）傍晚，正在修筑风南公路张沟段（三门峡水利枢纽工程配套公路）的山西平陆县农民三连，晚饭后61人中毒，生命垂危。医务人员灌甘草水、打吗啡针均无效，断定必须注射特效药二巯基丙醇。中共平陆县委派人到侯马市、临汾市、运城市、三门峡市寻找，仅找到十几支二巯基丙醇。2月3日下午，平陆县委第一书记郝世山打特急电话给中华人民共和国卫生部，请求必须在次日凌晨前将1000支二巯基丙醇送到平陆。卫生部随即联系药品和中国民用航空局，由于民航班机起飞时间太迟，民航局联系了空军。北京特药商店接到电话后取药装箱，装上发光设备。2月3日深夜，空军派伊尔-14运输机将药品空投到平陆县，61人注射药品后脱离了生命危险。
2月3日下午7时左右，公安人员确定投毒人为张德才，并审问得知提供砒霜的是回申娃。经平陆县检察院起诉、法院审结，判处张德才、回申娃二人死刑，立即执行。3月24日报山西省高级人民法院批准，并上报中华人民共和国最高人民法院核准。4月2日上午，平陆县城召开公判大会，五万余人参加，大会后二人被押赴刑场枪决。随后在全国张贴《山西省平陆县人民法院布告》，布告印刷达1.7万份。同月，经平陆县委决定，在全县范围内清查和调整了炊事员、管理员、保管员、保健员、饲养员、保育员等特殊岗位的人员，增加贫下中农比例；修缮食堂门窗，规定“生人不准进灶房”。 同月，《人民日报》发表社论《“平陆事件”的教训》，《中国青年报》发表社论《提高警惕，肃清残敌》，认为平陆事件是因地主分子和反革命分子投毒所致，需用阶级斗争的观点看待问题，“肃清残余的反革命分子，以及诈骗、盗窃、流氓等反革命分子，仍然是一个长期的斗争。”

## 宣传
1960年2月6日，《北京晚报》率先报道平陆事件，引发全国媒体跟进报道。2月28日，《中国青年报》发表长篇通讯《为了六十一个阶级弟兄》，叙述救援六十一人始末，各大媒体相继转载，反响强烈。中央戏剧学院实验话剧院和北京曲艺团创作了同名的8场话剧和曲剧，中央音乐学院创作了同名六乐章大合唱，北京电影制片厂拍摄了同名电影。

## 后续
1994年末，《为了六十一个阶级弟兄》作者之一王石发表文章《爱心悸动：从60年代到90年代——“为了六十一个阶级弟兄”引起的对话》，原平陆县纪检委副书记李敬泽随后发表了《61个阶级弟兄今何在》，使平陆事件再次引起关注。平陆电视台制作了专题片《61个阶级弟兄的心愿》，山西电视台制作了专题片《北京——平陆友谊长存》。平陆县委于是决定回访和慰问北京有关单位。
1996年2月7日（春节前），平陆县委书记徐信安、县长冯改朵带61人（此时已有25人逝世）中的10人回访北京，同空军政治部、卫生部、特药商店、《中国青年报》、北京电影制片厂等单位的有关人员代表见面，向8家单位送了锦旗。新华社、《人民日报》、中央电视台、中央人民广播电台、《中国青年报》、《解放军报》等几十家媒体刊发了相关报道和评论。4月22日，北京各界27人的慰问团访问平陆，23日上午，慰问团和平陆群众一起在傅岩山上竖立“北京平陆友谊碑”，种下松柏61棵，象征友谊天长地久。1997年，中华工商联合出版社出版李敬斋（李敬泽笔名）著《跨越时空的真情——六十一个阶级弟兄事件及96重聚大纪实》，披露了更多平陆事件的信息。

## 评论
- 《中国青年报》社论《又一曲共产主义的凯歌》：“这种毫无利己之心，以助人为己任的精神，不正是共产主义的人与人的关系的体现么？这种关系，是建筑在人们为一个共同的美好理想而献身的基础上的，是用共产主义的世界观、人生观和道德观紧紧地联系在一起的。”
- 原平陆县纪检委副书记李敬泽：“全国范围的饥饿和人为浮夸风困扰的中华大地，人们对社会主义优越性产生怀疑的时刻，它以无可辩驳的事实，有力地谴责了资本主义，赞美了社会主义”，“对克服自然灾害带给人们心理上的悲观情绪，鼓励人们坚定不移地走社会主义道路，稳定全国的社会秩序起到巨大的作用。”平陆事件之后被更多文章、讲话引用，“为党内主张阶级斗争是社会主义时期国内主要矛盾的理论家、政治家提供了有力的佐证。”[9]
- 马斗全认为，宣扬平陆事件，是为了“用来抵消全国性的饥饿所造成的不良影响”，“还因为它可以作为阶级斗争的具体表现，为主张阶级斗争是社会主义时期国内主要矛盾论提供了有用的依据”。[10]
- 《记者观察》报道认为，“阶级弟兄”概念“完全是当时的新闻界、文艺界等有意拔高，以迎合政治气候的结果。”“动员一切必需的社会力量，抢救61位中毒民工，这从本质上就是对‘以人为本、生命至上’理念的很好诠释。当时的各级政府部门在突发公共安全事件面前所采取的态度和行动，即使放到现在也具有很好的启示意义。”[11]
- 贺文乐、党志勇：“这一事件所宣扬的共产主义风格以及阶级斗争意识，是国家和基层社会两方面互动后直接或间接所产生的效果，并非官方媒体独立运作而成。”“‘平陆事件’最为深远的影响理应在于重塑阶级进而实现党和国家对基层社会的有效控制。”[12]

## 扩展阅读
- 湖北卫视大揭秘 《为了六十一个阶级兄弟》（上 （页面存档备份，存于）、下 （页面存档备份，存于））
- 【1960纪录电影】为了六十一个阶级弟兄 （页面存档备份，存于）
- 维基文库中的相關文獻：又一曲共产主义的凯歌（《中国青年报》1960年2月28日社论）
- 维基文库中的相關文獻：“平陆事件”的教训（人民日报1960年4月7日社论）
- 石耘编，《回忆“六十一个阶级弟兄”中毒事件》，《河南文史资料》，2009年，第4期。